# Schreiber
Schreiber är en ort i Kanada.   Den ligger i provinsen Ontario, i den sydöstra delen av landet, 900 km väster om huvudstaden Ottawa. Schreiber ligger 305 meter över havet och antalet invånare är 1 126.
Terrängen runt Schreiber är platt norrut, men söderut är den kuperad. Terrängen runt Schreiber sluttar söderut. Trakten är glest befolkad. Närmaste större samhälle är Terrace Bay, 12,5 km öster om Schreiber. 
I omgivningarna runt Schreiber växer i huvudsak blandskog.